# Шутько, Николай Алексеевич
Николай Алексеевич Шутько (укр. Микола Олексійович Шутько; 19 декабря 1927, Кривой Рог — 4 января 2010, Киев) — советский и украинский актёр театра и кино. Народный артист Украинской ССР (1980).

## Биография
Родился 19 декабря 1927 года в городе Кривой Рог (ныне в Днепропетровской области).
C 1944 по 1948 год учился в Днепропетровском театральном училище.
После окончания учёбы в 1948 году был направлен по распределению в Черновицкий украинский музыкально-драматический театр, где работал до 1963 года.
В 1950 году впервые снялся в кино — в Буковине проходили съёмки фильма «Над Черемошем». С тех пор его регулярно приглашали для съёмок в различных фильмах.
С 1963 по 1980 год работал актёром в Киевском украинском драматическом театре имени И. Франко, где сыграл роли почти в ста репертуарных спектаклях. С 1980 года ушёл из театра и играл только в кино, участвовал как чтец в создании аудиозаписей (так, в 1983, 1987, 1991 годах участвовал в создании аудиозаписей украинских народных сказок), ставил спектакли в театре как режиссёр-постановщик. Член Национального Союза кинематографистов Украины.
Умер 4 января 2010 года в Киеве.

## Творческая деятельность

### Театральные работы

#### Киевский театр имени Ивана Франко
- «Украденное счастье» И. Франко (режиссёры Гнат Юра (1940), Сергей Данченко (1979)) — Микола Задорожный[5]
- «Лимеривна»
- «Ярослав Мудрый»

#### Режиссёрские работы в театре
- «Тевье-молочник» Шолом-Алейхема (в киевской театре-студии киноактёра)[1]
- «Биндюжник и король» (спектакль-мюзикл в Житомирском областном украинском музыкально-драматическом театре)[1]
- «Дорогая Памела» (музыкальная комедия-фарс в Черновицком украинском музыкально-драматическом театре)[1]

### Фильмография
1. 1954 — Над Черемошем — сельский юноша[1]
2. 1958 — Первый парень — Сидор Сидорович Квач, завсельмага
3. 1960 — Гущак из Рио-де-Жанейро
4. 1960 — Макар Дубрава — Гаврила Братченко
5. 1964 — Фараоны (фильм-спектакль) — Корней
6. 1966 — Артист Фёдор Грай
7. 1970 — Семья Коцюбинских
8. 1972 — Здесь нам жить — председатель сельсовета
9. 1972 — Рим, 17... — Клим Иванович Конотоп
10. 1974 — Пора жёлтых листьев[6]
11. 1974 — Прощайте, фараоны! — Аристарх, бухгалтер
12. 1975 — Они сражались за Родину — Петро Лисиченко, повар
13. 1976 — Дума о Ковпаке (в фильме «Карпаты, Карпаты…») — Петровский
14. 1976 — Очарованная мельница — Сирошапка
15. 1977 — Дипломаты поневоле — Максим Шугай
16. 1978 — Подпольный обком действует — Строкач[7]
17. 1979 — Вавилон XX — Панько
18. 1979 — Вкус хлеба — старший механик
19. 1979 — Здесь, на моей земле
20. 1980 — От Буга до Вислы
21. 1980 — Платон мне друг
22. 1981 — Старые письма
23. 1981 — Я — Хортица — Карпо Иванович
24. 1982 — Найди свой дом
25. 1983 — Водоворот
26. 1983 — Обвинение — Ерёменко
27. 1983 — Провал операции «Большая Медведица» — Коломиец, полковник
28. 1983 — Три гильзы от английского карабина — Волох
29. 1983 — Вечера на хуторе близ Диканьки — крестьянин
30. 1984 — Благие намерения — Парамонов
31. 1984 — …И прекрасный миг победы — Сергей Федотович, второй тренер
32. 1984 — Прелюдия судьбы — отец
33. 1984 — Украденное счастье
34. 1985 — Вечерницы
35. 1985 — Осенние утренники — Матушкин
36. 1986 — Золотая цепь
37. 1986 — Приближение к будущему — животновод
38. 1987 — Исполнить всякую правду
39. 1988 — Помилуй и прости
40. 1988 — Работа над ошибками — Василий Афанасьевич Коваленко
41. 1988 — Утреннее шоссе
42. 1990 — Каталажка — Влад, отец Нины
43. 1990 — Распад
44. 1991 — Личное оружие
45. 1992 — Воздушные пираты
46. 1994 — Тигроловы
47. 2000 — Чёрная рада — Кобзарь[1]
48. 2007 — Убийство в зимней Ялте — преступник

## Награды
- Народный артист Украинской ССР (30.04.1980);
- Заслуженный артист Украинской ССР (4.07.1969);
- орден «Знак Почёта» (24.11.1960).